# Олд-Брідж Тауншип (Нью-Джерсі)
Олд-Брідж Тауншип (англ. Old Bridge Township) — селище (англ. township) в США, в окрузі Міддлсекс штату Нью-Джерсі. Населення — 66 876 осіб (2020).

## Демографія
Згідно з переписом 2010 року, у селищі мешкало 65 375 осіб у 23 777 домогосподарствах у складі 17 322 родин. Було 24638 помешкань
Расовий склад населення:
| - 74,1 % — білих - 14,3 % — азіатів - 6,2 % — чорних або афроамериканців - 0,2 % — корінних американців - 2,7 % — осіб інших рас |

До двох чи більше рас належало 2,4 %. Частка іспаномовних становила 10,8 % від усіх жителів.
За віковим діапазоном населення розподілялося таким чином: 22,8 % — особи молодші 18 років, 65,1 % — особи у віці 18—64 років, 12,1 % — особи у віці 65 років та старші. Медіана віку мешканця становила 40,1 року. На 100 осіб жіночої статі у селищі припадало 95,2 чоловіків;  на 100 жінок у віці від 18 років та старших — 92,5 чоловіків також старших 18 років.
Середній дохід на одне домашнє господарство  становив 103 047 доларів США (медіана — 83 750), а середній дохід на одну сім'ю — 113 372 долари (медіана — 100 627). Медіана доходів становила 70 942 долари для чоловіків та 50 547 доларів для жінок. За межею бідності перебувало 3,5 % осіб, у тому числі 3,3 % дітей у віці до 18 років та 4,0 % осіб у віці 65 років та старших.
Цивільне працевлаштоване населення становило 35 110 осіб. Основні галузі зайнятості: освіта, охорона здоров'я та соціальна допомога — 22,5 %, роздрібна торгівля — 12,9 %, фінанси, страхування та нерухомість — 12,6 %.